# Targhe d'immatricolazione della Slovacchia

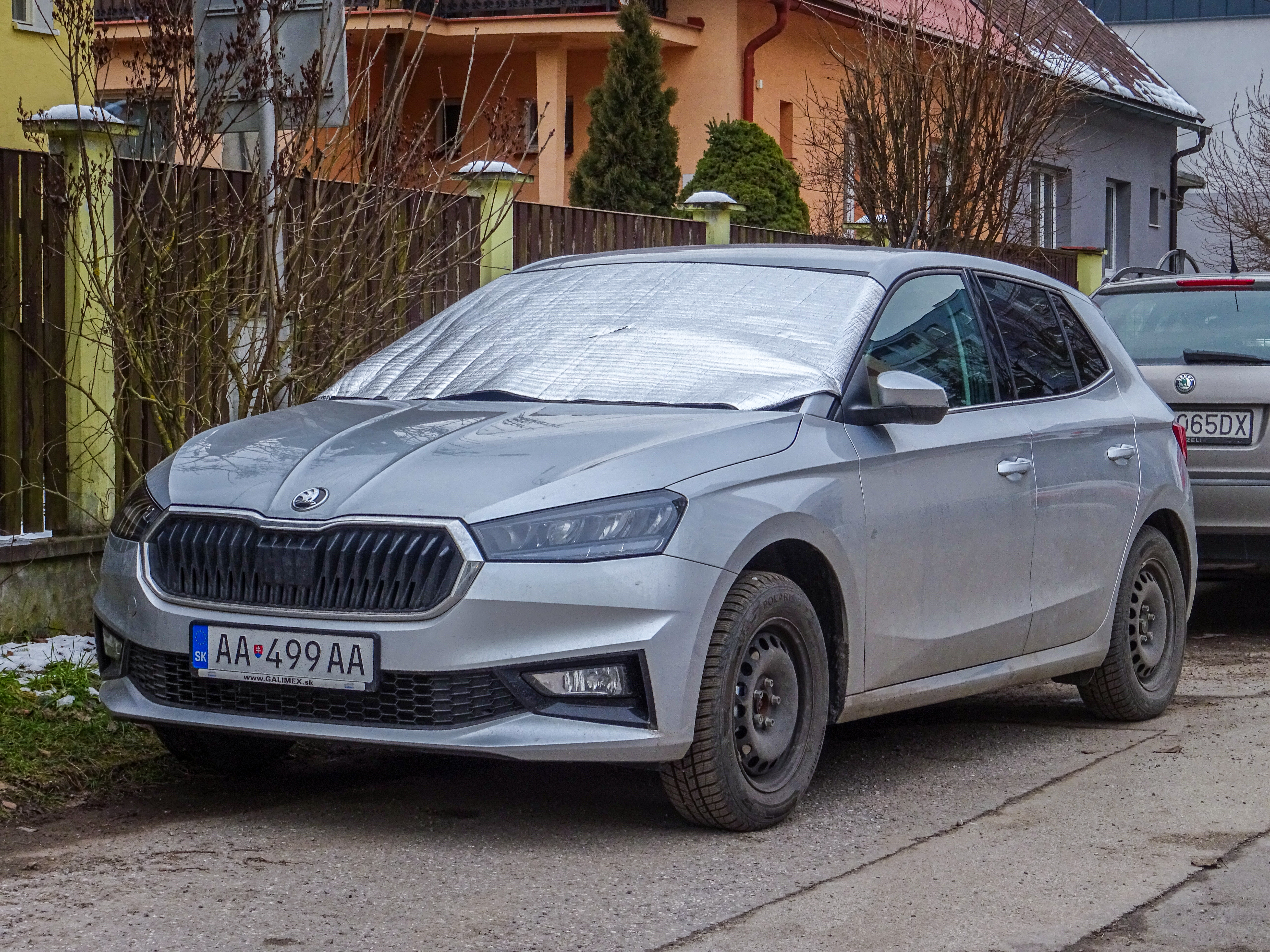
La targa anteriore (del tipo introdotto nel 2023) di una Škoda Fabia

Le targhe d'immatricolazione della Slovacchia sono destinate ai veicoli immatricolati nel Paese centroeuropeo.

## Il sistema di targatura introdotto nel 2023

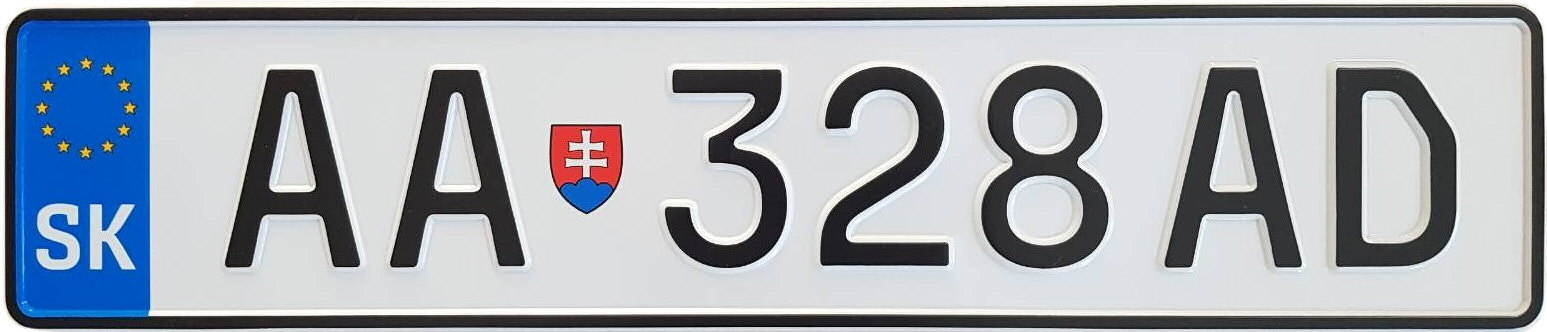
Una targa standard con grafica e sistema utilizzati da metà gennaio 2023

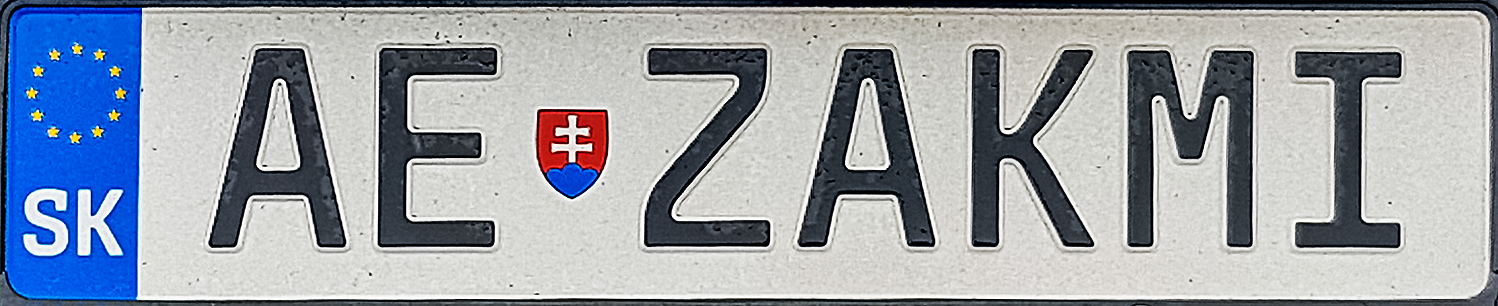
Esempio di targa personalizzata del nuovo sistema

Già nel 2021 il Consiglio nazionale della Repubblica Slovacca aveva approvato un emendamento alla legge sulla circolazione stradale che avrebbe determinato un cambiamento radicale nel metodo di assegnazione delle targhe. Infatti il sistema entrato in vigore a metà gennaio 2023 non indica più alcuna suddivisione territoriale all'interno del Paese. Si è partiti dalla combinazione AA-001AA, riservata al Presidente della Repubblica. 
Dall'anno sopra specificato è inoltre possibile, secondo il Ministero dell'Interno, richiedere un numero di targa non solo con le due lettere che nel vecchio sistema identificavano il distretto di residenza, ma con qualsiasi combinazione composta da sette caratteri, come AB-CDEFG, JA-NICKO e simili. 
Nonostante l'ordine alfanumerico sia progressivo, le serie con le combinazioni di lettere che fino a tutto il 2022 venivano usate per i distretti saranno saltate: per esempio si emetteranno targhe con le prime lettere "BD" ma non "BA", "BB" o "BC", che peraltro potranno essere ancora utilizzate nelle sole targhe personalizzate. 
Il passaggio dal vecchio al nuovo sistema comporta per i cittadini slovacchi sia un risparmio di denaro sulle spese amministrative sia uno snellimento della burocrazia. 
Sempre dal 2023 l'immatricolazione non deve essere modificata quando si vende un veicolo o si cambia residenza, perché è legata per tutta la vita al proprietario del veicolo stesso.

## Modifiche intervenute tra il 1997 e il 2006

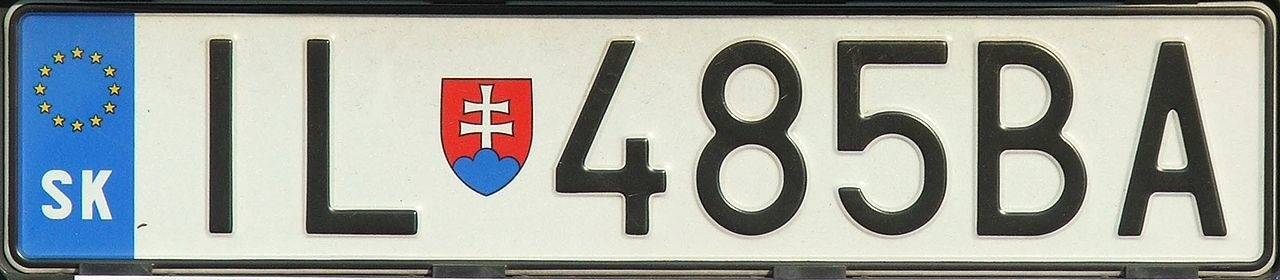
Formato con stemma nazionale in uso dal 1º giugno 2006 a gennaio 2023

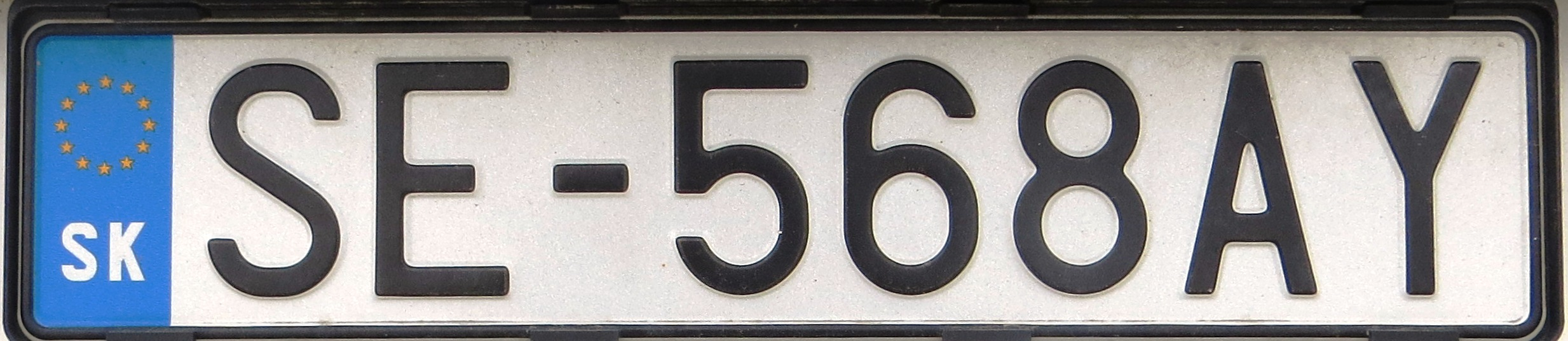
Formato senza stemma nazionale (1º maggio 2004–1º giugno 2006)

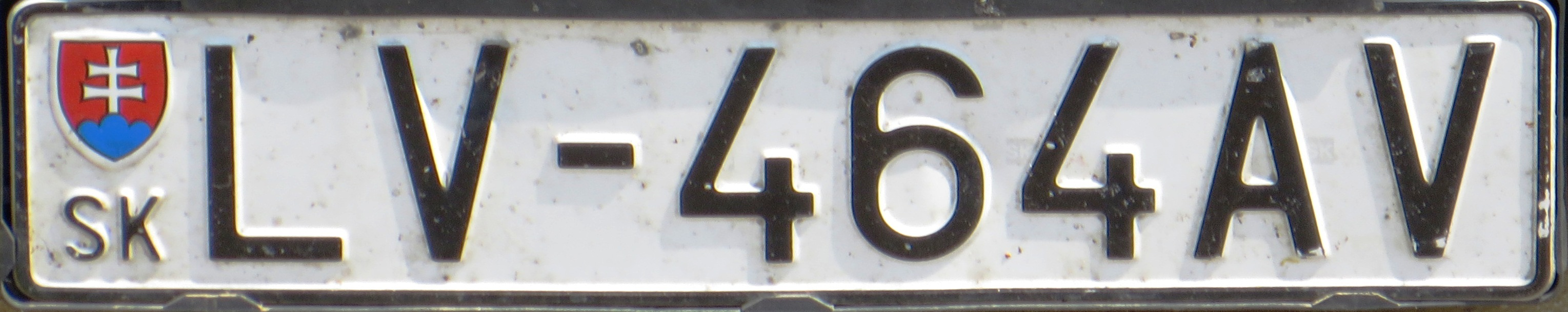
Formato emesso dal 1º aprile 1997 al 30 aprile 2004

Fino a metà gennaio del 2023 le targhe automobilistiche della Slovacchia erano composte da due lettere indicanti il distretto (okres) o la città di provenienza, che precedevano uno spazio occupato dallo stemma nazionale e cinque caratteri alfanumerici (escluse le lettere "Q" e "W"). Come nel sistema attuale, a sinistra si trovava la banda blu con le dodici stelle, rappresentate in cerchio e di colore giallo, dell'Unione europea. 
Dal 1º maggio 2004 al 1º giugno 2006 al posto dello stemma era impresso un trattino. 
Dal 1º aprile 1997 al 30 aprile 2004 lo stemma della Slovacchia in alto e la sigla automobilistica internazionale SK in basso a caratteri neri precedevano il codice distrettuale; tra questo e la serie alfanumerica era posizionato un trattino.

### Targhe personalizzate

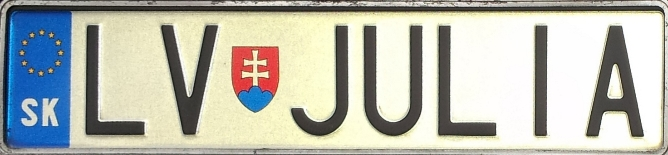
Targa personalizzata del vecchio sistema apposta su un veicolo immatricolato nel distretto di Levice

L'assegnazione di targhe personalizzate è stata possibile fin dal 1998 in caso di disponibilità e previo pagamento di una sovrattassa di 331€. Fino al 2023 comprendevano obbligatoriamente la sigla del distretto, seguita da altri cinque caratteri, in uno dei formati NN LLLLL, XX LLLLN o XX LLLNN, dove "XX" rappresentava la sigla del distretto, "NNN" tre cifre e "LL" due lettere maiuscole. Il primo carattere dopo lo stemma nazionale non doveva essere "X", riservato agli automezzi di emergenza (vd. infra). Diversamente dagli altri tipi di targhe, potevano includere le lettere "Q" e "W" ma non quelle con segni diacritici; inoltre la combinazione non poteva contenere messaggi politici, religiosi, beffardi, offensivi o discriminatori.

## Targhe speciali

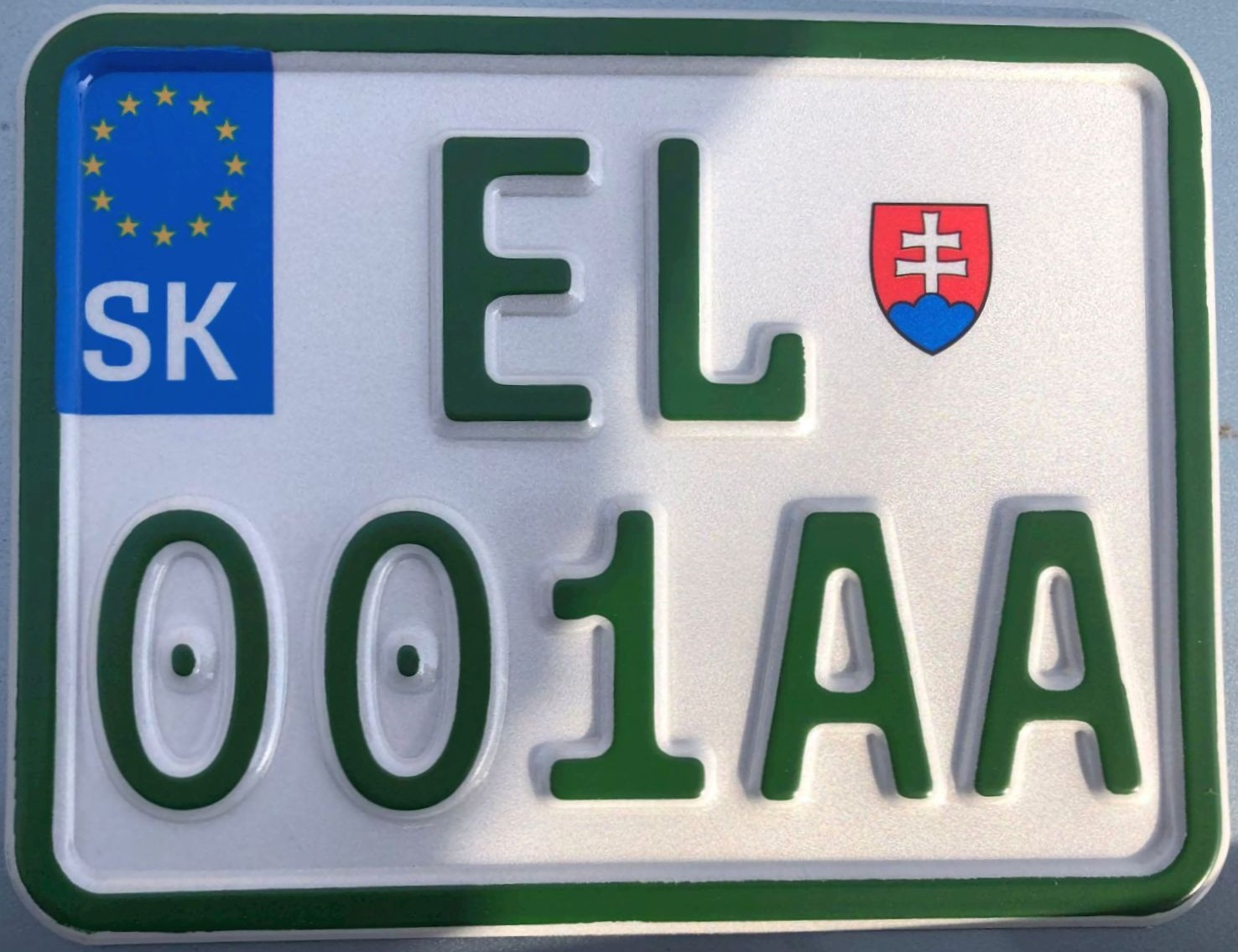
Targa di uno scooter elettrico con il formato introdotto nel 2023

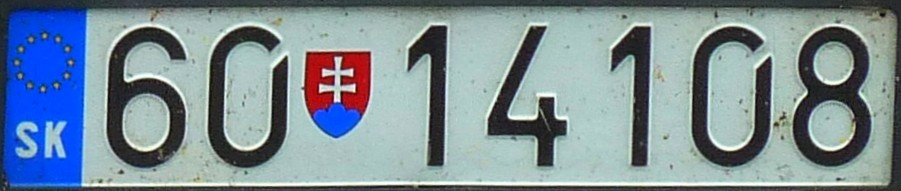
Formato per automezzi militari immatricolati nel 2010 (numero 60)

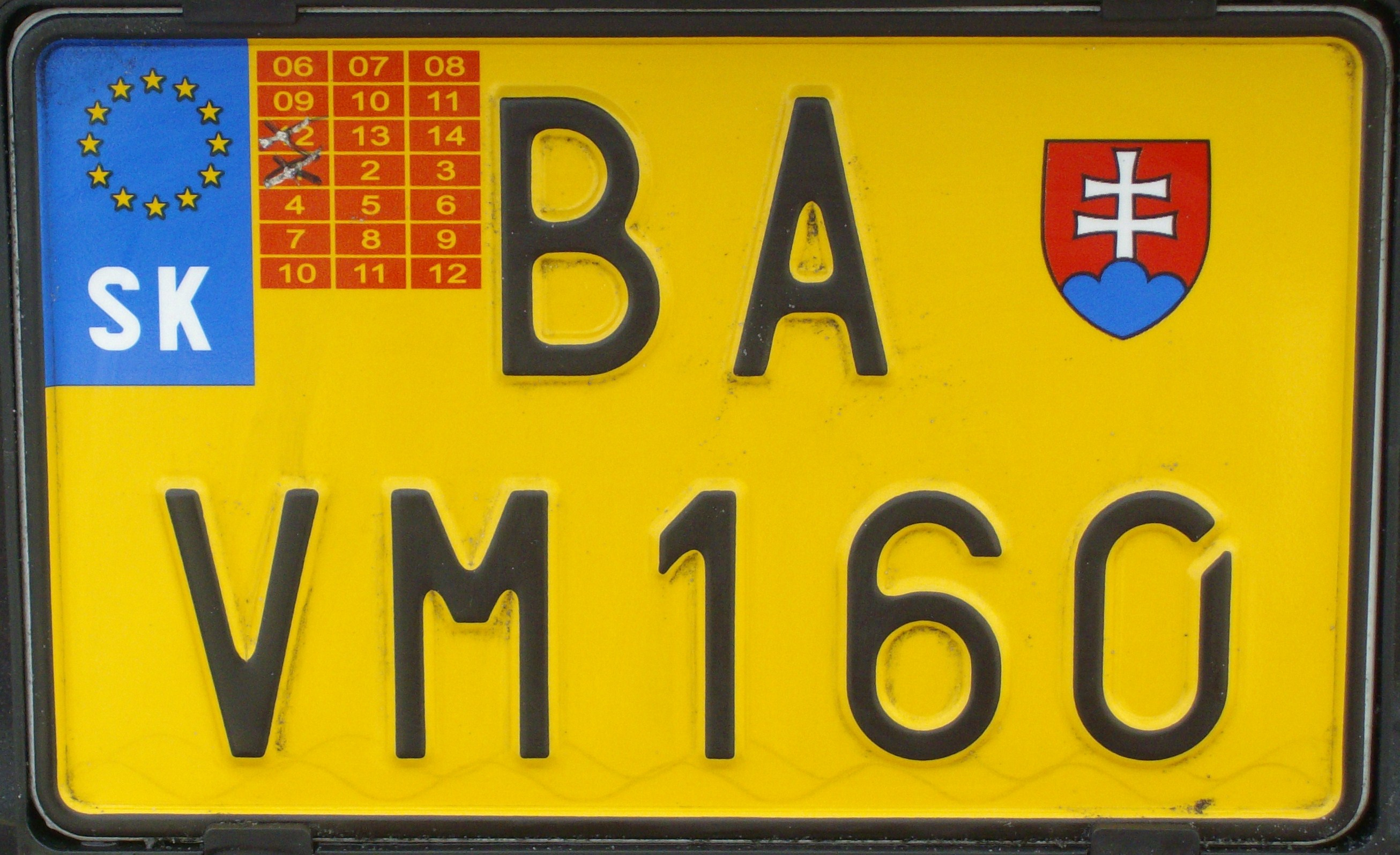
Targa di un veicolo da esportare

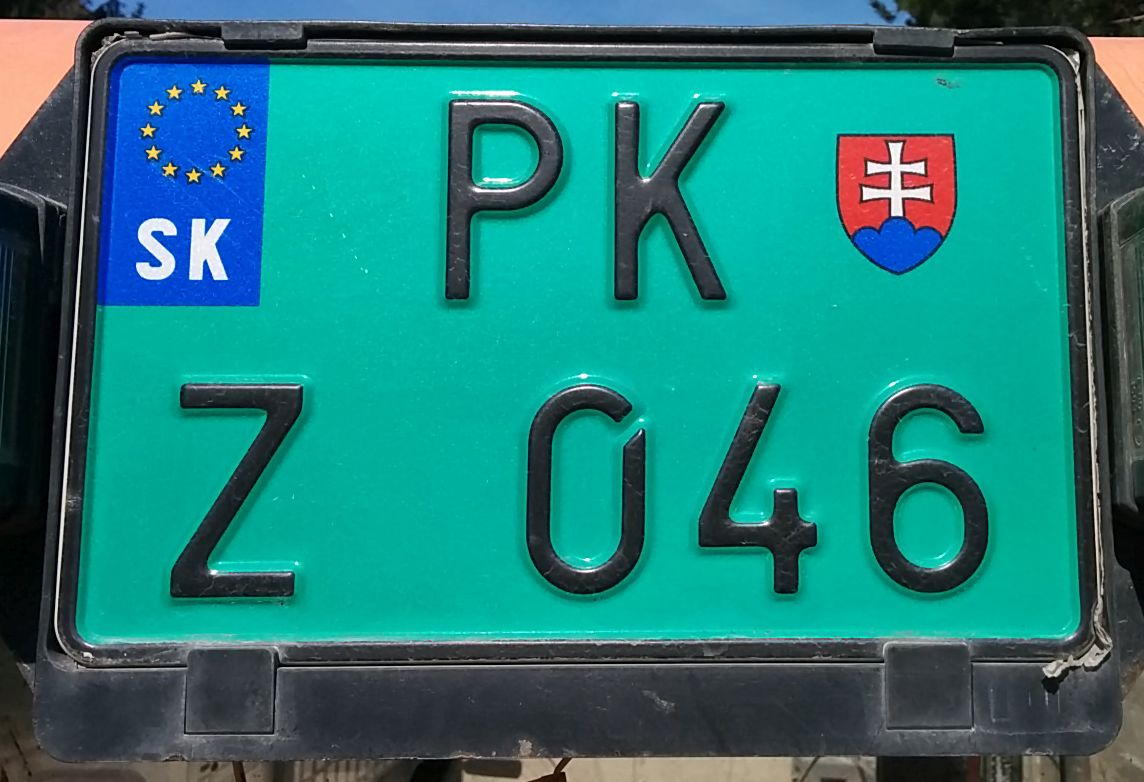
Targa d'immatricolazione di una macchina da cantiere

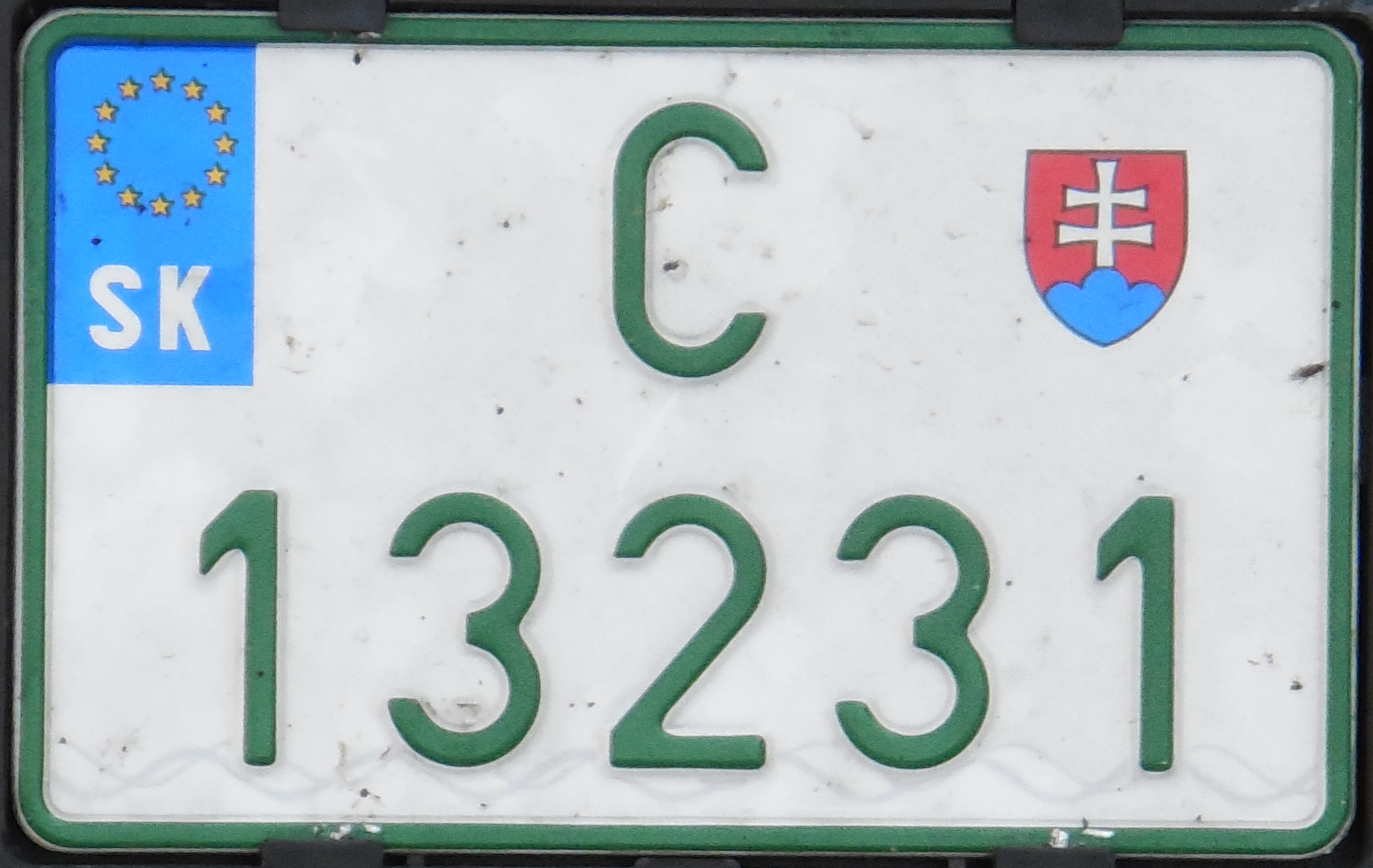
Formato per veicoli importati privatamente che non hanno superato il controllo tecnico

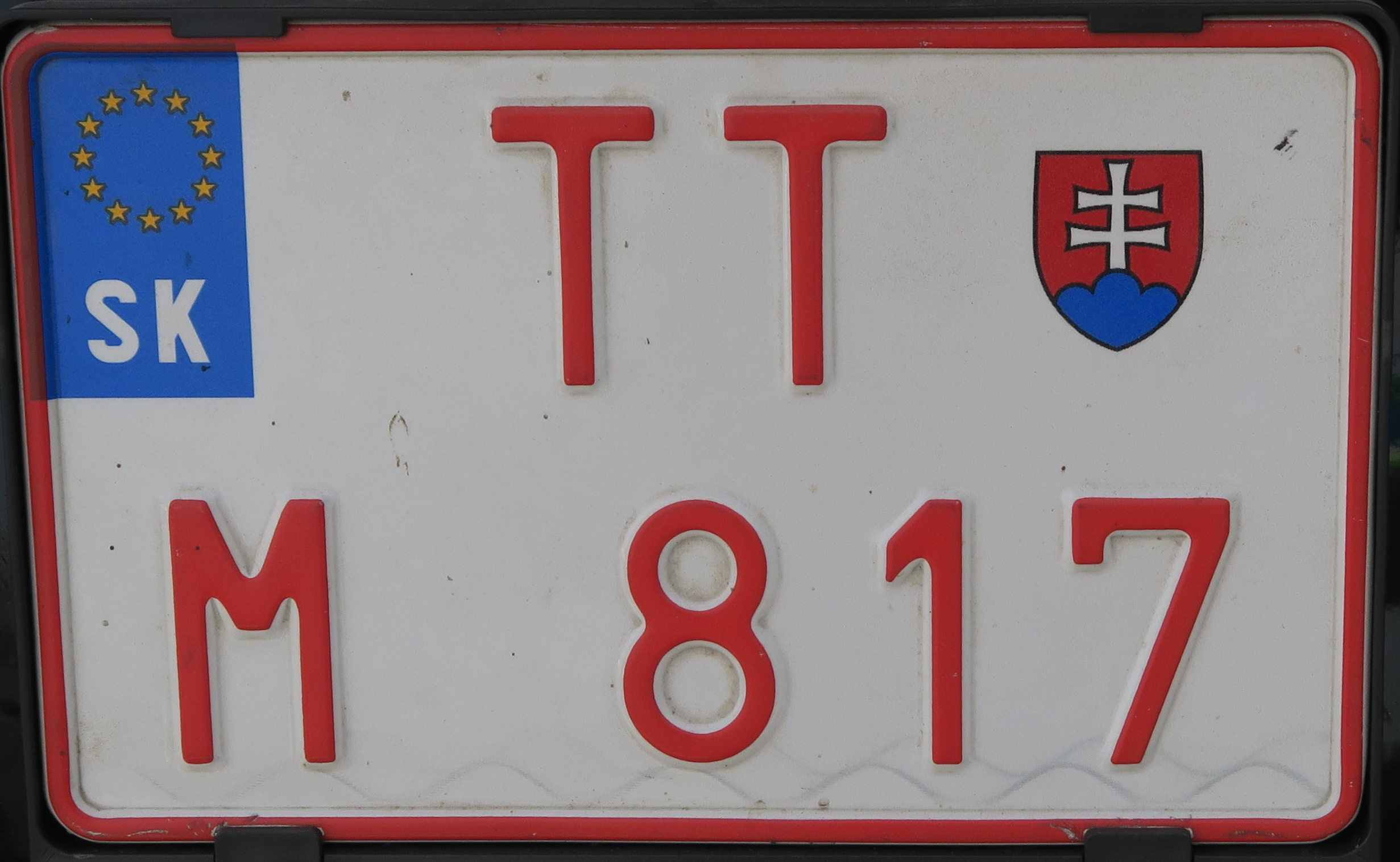
Targa provvisoria per concessionari

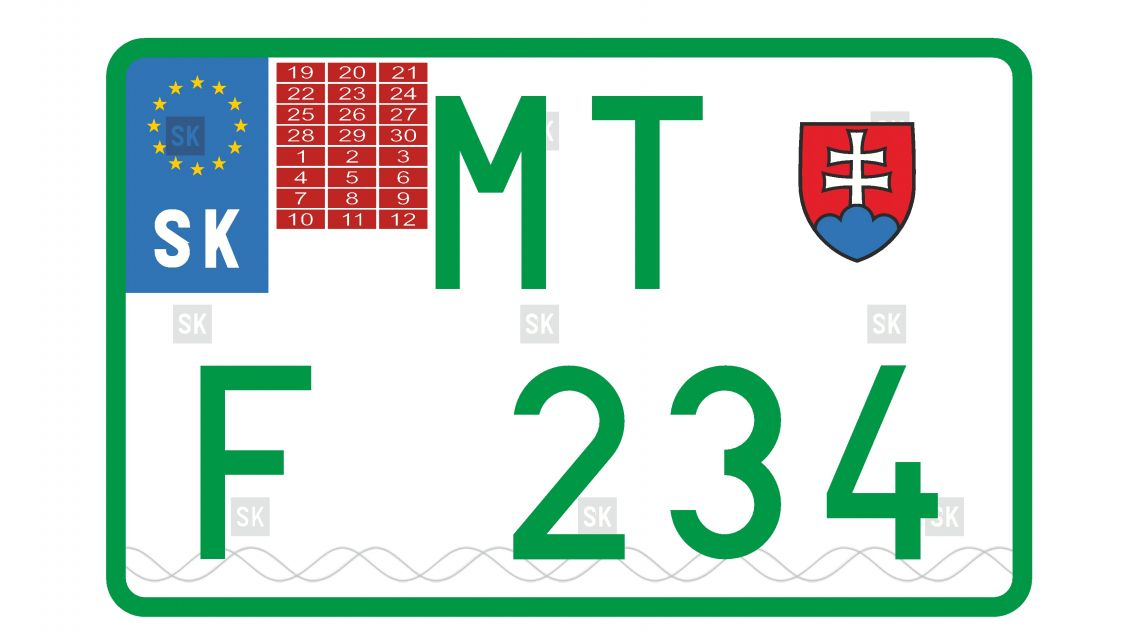
Formato per macchine agricole

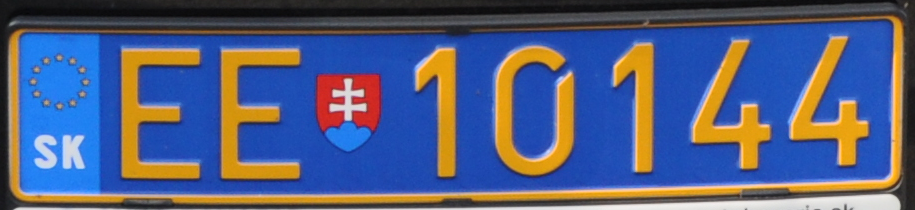
Esempio di targa diplomatica

- Veicoli elettrici o ibridi plug-in. L'emissione di targhe verdi per le auto elettriche introdotte a dicembre del 2019 (vd. infra) è terminata; i caratteri sono verde scuro su fondo bianco riflettente. La serie attuale inizia con le lettere EL (Electric Vehicle); una volta esaurite tutte le combinazioni possibili, subentreranno le lettere EV, EQ e EK. Le targhe verdi del tipo cessato possono essere assegnate a questi veicoli anche nel 2023, fino a esaurimento scorte.
- Veicoli militari. Le targhe sono bianche e composte da due numeri neri: il primo (quello a sinistra), a due cifre, indica l'anno di immatricolazione: si parte da 50 = 2000; è seguito dallo stemma nazionale (non presente nelle targhe con formato emesso da maggio 2004 a giugno 2006), che precede il secondo numero, generalmente a cinque cifre. Le targhe degli automezzi immatricolati dal 1999 al 30 aprile 2004 recavano impresse sotto lo stemma nazionale a sinistra le lettere ASR, nere e di dimensioni ridotte, iniziali di Armáda Slovenské Republiky (Forze armate della Repubblica Slovacca). Anche fino al 1999 la numerazione era di sette cifre, la prima e la seconda delle quali indicavano l'anno di immatricolazione come nel formato attuale, ma c'erano uno spazio dopo le prime tre e un trattino tra la terzultima e la penultima.
- Targhe di veicoli da esportare. Si riconoscono per lettere e cifre nere su fondo giallo. Come negli altri tipi di targhe d'immatricolazione provvisori emesse in Slovacchia, il formato delle targhe posteriori, di 240×150 mm come quello dei motocicli, è su doppia linea. Sulla tabella rosso-arancio in alto sono forate le ultime due cifre dell'anno di validità, su quella dello stesso colore in basso viene indicato con un'altra foratura il numero del mese (per esempio: 1 = gennaio) di scadenza della validità stessa. Il numero a tre cifre era preceduto dalla lettera "V" e, soltanto nelle aree d'immatricolazione di Bratislava e Košice, da una seconda lettera. Dal momento che sono esaurite tutte le combinazioni con "V", attualmente si antepone alla numerazione un'altra lettera seriale partendo da "A".
- Targhe per veicoli importati privatamente che non hanno superato il controllo tecnico. Bordo e caratteri sono verdi su fondo bianco; nelle targhe dei veicoli importati da privati (non da concessionarie) sulla riga inferiore si trova un numero di cinque cifre, mentre su quella superiore, tra la banda blu UE e lo stemma nazionale, è posizionata la sola lettera "C" (vedi sotto)[4]. La durata massima della validità è di un anno.
- Targhe provvisorie per concessionari. Hanno caratteri rossi. Due lettere seriali (il codice distrettuale fino alla fine del 2022) sono seguite dalla lettera "M" e da un numero di tre cifre. Nelle aree d'immatricolazione di Bratislava e Košice era stata aggiunta alla "M" una seconda lettera progressiva, iniziando da "A".
- Targhe ripetitrici per rimorchi immatricolati all'estero e trainati da motrici slovacche. Lettere e cifre sono bianche in campo rosso. Sono di plastica e vengono fissate a destra della targa estera del rimorchio; la numerazione è identica a quella del trattore stradale, cambiano solo i colori[5].
- Veicoli storici. Si contraddistinguono per i caratteri rossi su fondo giallo e la lettera "H", che sta per Historical vehicle, tra le prime due lettere (tra la sigla distrettuale fino al 31 dicembre 2022) e le tre cifre.
- Motoslitte e veicoli speciali (incluse le macchine da cantiere). Le scritte sono nere su fondo turchese; nella riga inferiore le tre cifre sono precedute dalla lettera "Z".
- Autovetture o motociclette partecipanti a competizioni sportive (es.: rally). Hanno targhe bianche con caratteri e bordo blu. Due lettere seriali (fino al 31 dicembre 2022 il codice del distretto) sono seguite dalla lettera "S" (iniziale di Sports car o Sportbike) e da un numero a tre cifre.
- Macchine agricole: dal 2020 si contraddistinguono per il bordo e i caratteri verdi e la lettera "F" (che sta per Farm vehicle) anteposta a tre cifre nella riga inferiore; quella superiore è occupata dalla banda blu che precede una tabella rossa con dei numeri indicanti il giorno e il mese del controllo tecnico, due lettere seriali (o, fino alla fine del 2022, la sigla distrettuale) e lo stemma nazionale.
- Prototipi. La serie è uguale a quella standard, ma il bordo è azzurro anziché nero.
- Veicoli di Corpi diplomatici e consolari. Hanno targhe con caratteri gialli o arancioni su fondo blu. Le prime due cifre indicano lo Stato della rappresentanza o l'organizzazione internazionale a cui è intestato il veicolo, le altre sono progressive e partono da 000[6].

### Codici speciali
- C 01234 (bordo e caratteri verdi): targa d'importazione o di prova
- EE 01234 (bordo e caratteri gialli su fondo blu): Corpo diplomatico
- P - 00001, P - 00002: Presidente della Repubblica
- P - 01234: Ministero dell'Interno, Polizia
- ZZ 01234 (bordo e caratteri gialli su fondo blu): personale tecnico-amministrativo accreditato presso un'ambasciata o un consolato

## Tipi di targhe in uso nel vecchio sistema

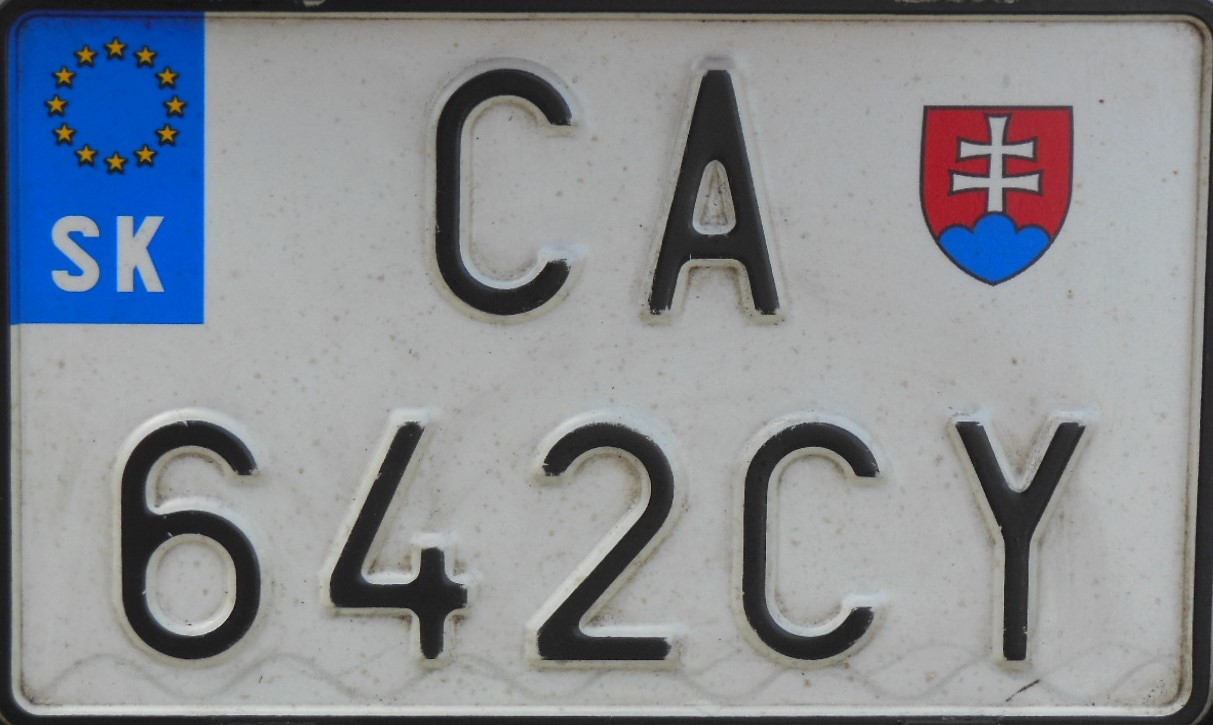
Targa di un motociclo del tipo terminato a metà gennaio 2023

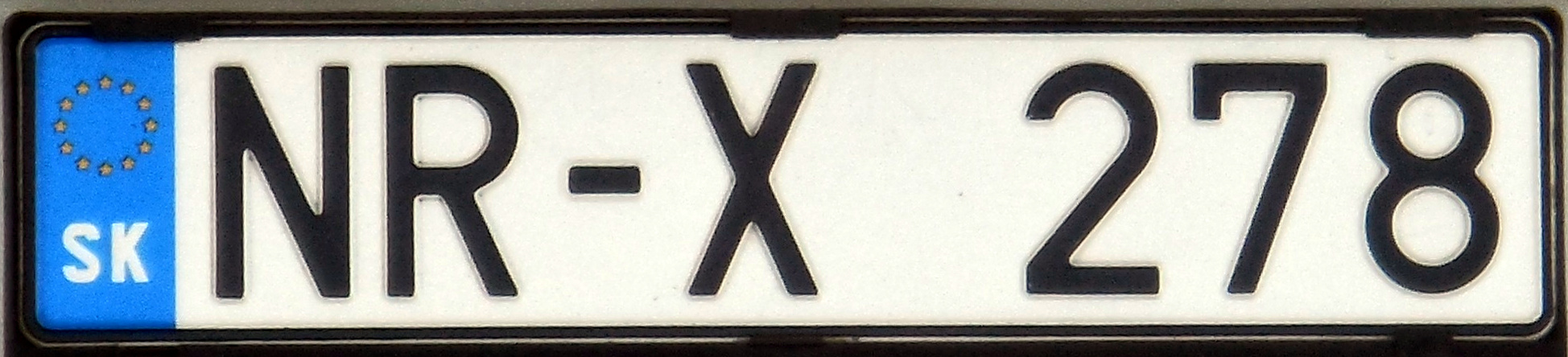
Formato cessato nel 2023 per automezzi di emergenza o di autorità

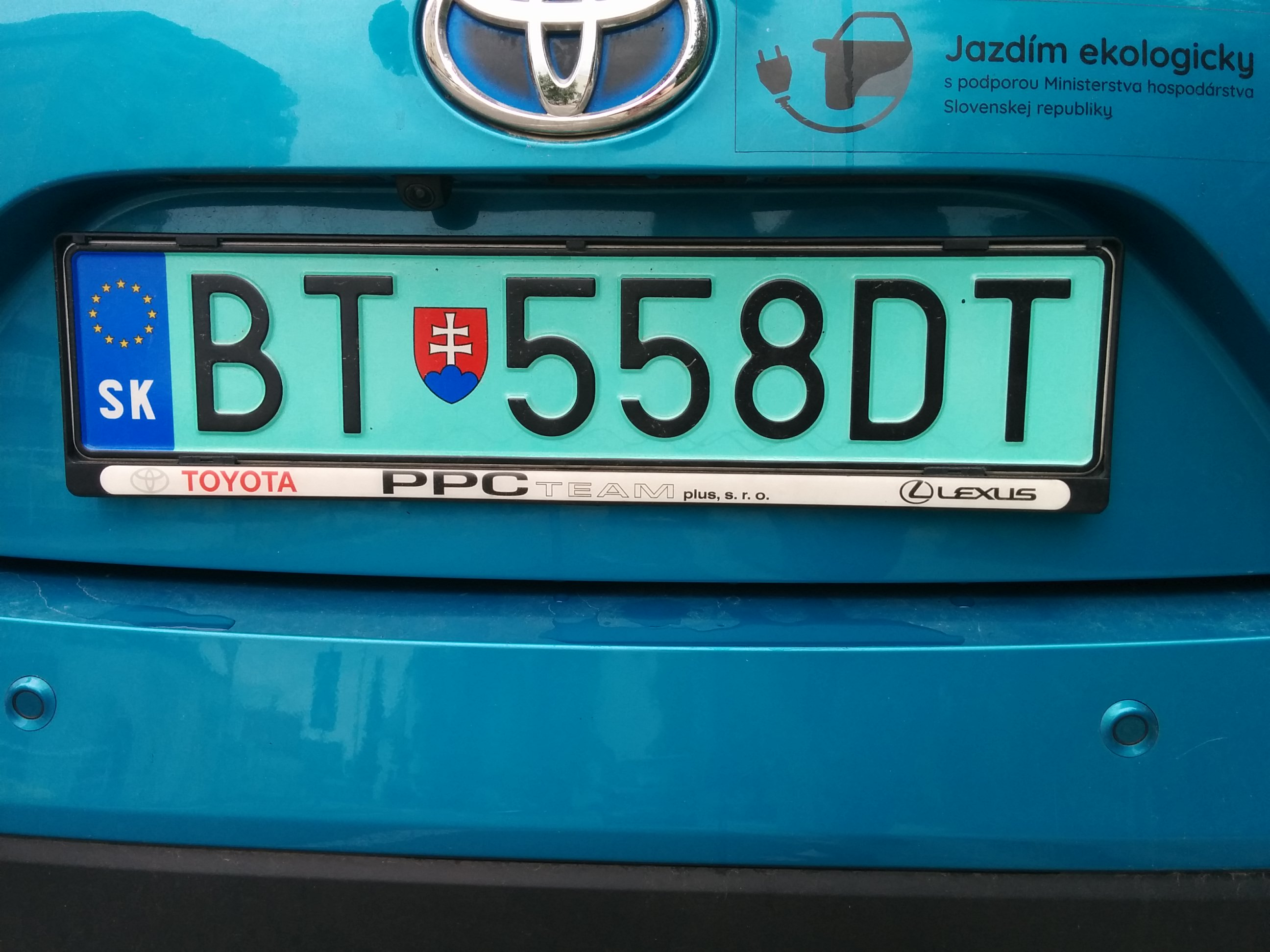
Targa posteriore (del tipo introdotto a metà dicembre 2019 e terminato nel 2023) di una Toyota a propulsione elettrica immatricolata a Bratislava

- Targhe ordinarie per autoveicoli. Misuravano come quelle attuali 520×110 mm ed erano composte da sette caratteri, secondo lo schema XX NNNLL, nel quale "XX" rappresentava la sigla del distretto, "NNN" tre cifre e "LL" due lettere maiuscole. La numerazione iniziava da 001 e terminava con 999, la serie di lettere comprendeva le combinazioni AA-XZ e ZA-ZZ. Erano utilizzate 24 lettere (escluse Q, W e le lettere dell'alfabeto slovacco con segni diacritici, ad esempio Š). Sequenza: da 001AA a 999AA, quindi da 001AB a 999AB, fino a 999AZ; seguiva 001BA fino a 999BB e così via.
Se lo spazio sul retro del veicolo era limitato, anche nel vecchio sistema potevano essere usate targhe posteriori di 340×200 mm con caratteri disposti su due righe. Una serie di combinazioni era riservata a questo tipo di targhe.
- Targhe di motocicli, quadricicli, tricicli a motore e ciclomotori. Seguivano la stessa codifica e serie delle targhe normali. Ad esempio DS 125AC poteva essere una targa per autoveicoli o motoveicoli. L'unica differenza era data dalle dimensioni più piccole (240×150 mm) e dalla disposizione dei caratteri, che era sempre su doppia linea.
- Formato per rimorchi. Anche le targhe di questi veicoli avevano lo stesso schema di quelle normali; la prima lettera dopo le tre cifre era "Y". La serie alfanumerica iniziava con 001YA, continuando fino a 999YA, poi proseguiva con 001YB fino a 999YZ.
- Automezzi di emergenza (vigili del fuoco, ambulanze) o di autorità (ministri e capo del Governo, deputati del Parlamento, guardie doganali o carcerarie, amministratori di uffici postali, Polizia ecc.). Seguivano lo stesso schema delle targhe ordinarie, ma dopo la sigla distrettuale presentavano una "X" che precedeva una lettera progressiva (a partire da "A") e un numero a tre cifre nell'area d'immatricolazione di Bratislava, solo il numero a tre cifre in tutte le altre. Nelle auto riservate alle supreme autorità dello Stato (con sigla BA) a volte la "X" era posposta alla serie numerica.
- Veicoli elettrici. Il Piano d'intervento a supporto dell'elettromobilità nella Repubblica Slovacca, approvato dal governo a marzo 2019, aveva proposto l'introduzione di targhe distinte per i veicoli elettrici (inclusi gli ibridi plug-in), con lettere e cifre nere su fondo verde acqua. L'emissione era iniziata a metà dicembre del 2019[7].

## Sigle automobilistiche e distretti corrispondenti nel sistema terminato nel 2023

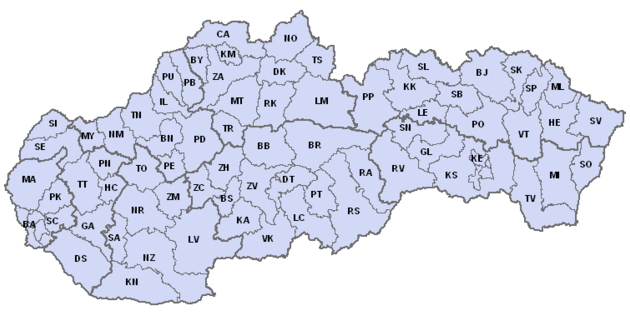
Carta con la suddivisione della Slovacchia in distretti e le sigle automobilistiche in uso nel sistema cessato nel 2023

La Slovacchia è tuttora suddivisa in 79 distretti, 69 dei quali prendono il nome dal capoluogo. Due città, Bratislava (la capitale) e Košice, sono formate rispettivamente da 5 e 4 distretti che utilizzavano tutti i medesimi codici assegnati alla città. Inoltre il distretto di Košice-okolie comprendeva un'area intorno a Košice (con esclusione della città) pur avendo il capoluogo nella città stessa. A ciascun distretto corrispondeva almeno una sigla. Alle otto città capoluoghi delle regioni ne era stata assegnata più di una. 
L'emissione dei codici scritti nel seguente elenco in grassetto corsivo era terminata per esaurimento delle sequenze alfanumeriche; le sigle scritte in corsivo, mai utilizzate, sarebbero state introdotte una volta esaurite tutte le combinazioni possibili dei rispettivi codici scritti a sinistra in grassetto.
- BA, BL[9], BT[10], BI, BD, BE - Bratislava
- BB, BC, BK - Banská Bystrica
- BJ - Bardejov
- BN - Bánovce nad Bebravou
- BR - Brezno
- BS - Banská Štiavnica
- BY - Bytča
- CA - Čadca
- DK - Dolný Kubín
- DS - Dunajská Streda
- DT - Detva
- GA - Galanta
- GL - Gelnica
- HC - Hlohovec
- HE - Humenné
- IL - Ilava
- KA - Krupina
- KE, KI, KC - Košice
- KK - Kežmarok
- KM - Kysucké Nové Mesto
- KN - Komárno
- KS - Košice-okolie
- LC - Lučenec
- LE - Levoča
- LM - Liptovský Mikuláš
- LV, LL - Levice
- MA - Malacky
- MI - Michalovce
- ML - Medzilaborce
- MT - Martin
- MY - Myjava
- NR, NI, NT - Nitra
- NM - Nové Mesto nad Váhom
- NO - Námestovo
- NZ, NC - Nové Zámky
- PE - Partizánske

- PB - Považská Bystrica
- PD - Prievidza
- PK - Pezinok
- PN - Piešťany
- PO, PV, PS - Prešov
- PP - Poprad
- PT - Poltár
- PU - Púchov
- RA - Revúca
- RK - Ružomberok
- RS - Rimavská Sobota
- RV - Rožňava
- SA - Šaľa
- SB - Sabinov
- SC - Senec
- SE - Senica
- SI - Skalica
- SK - Svidník
- SL - Stará Ľubovňa
- SN - Spišská Nová Ves
- SO - Sobrance
- SP - Stropkov
- SV - Snina
- TN, TC, TE - Trenčín
- TO - Topoľčany
- TR - Turčianske Teplice
- TS - Tvrdošín
- TT, TA, TB - Trnava
- TV - Trebišov
- VK - Veľký Krtíš
- VT - Vranov nad Topľou
- ZA, ZI, ZL - Žilina
- ZC - Žarnovica
- ZH - Žiar nad Hronom
- ZM - Zlaté Moravce
- ZV - Zvolen

## Sistema cecoslovacco e particolarità

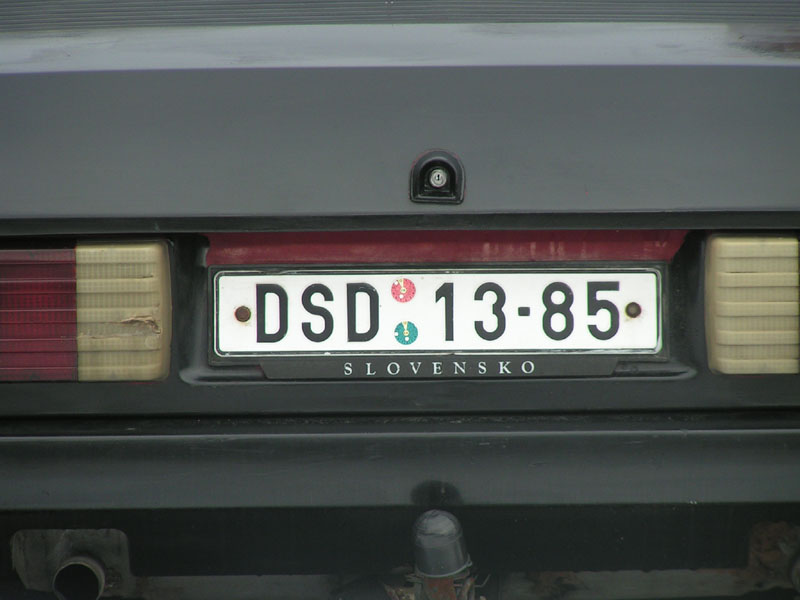
La targa posteriore di una vettura immatricolata nel distretto di Dunajská Streda prima del 1º aprile 1997

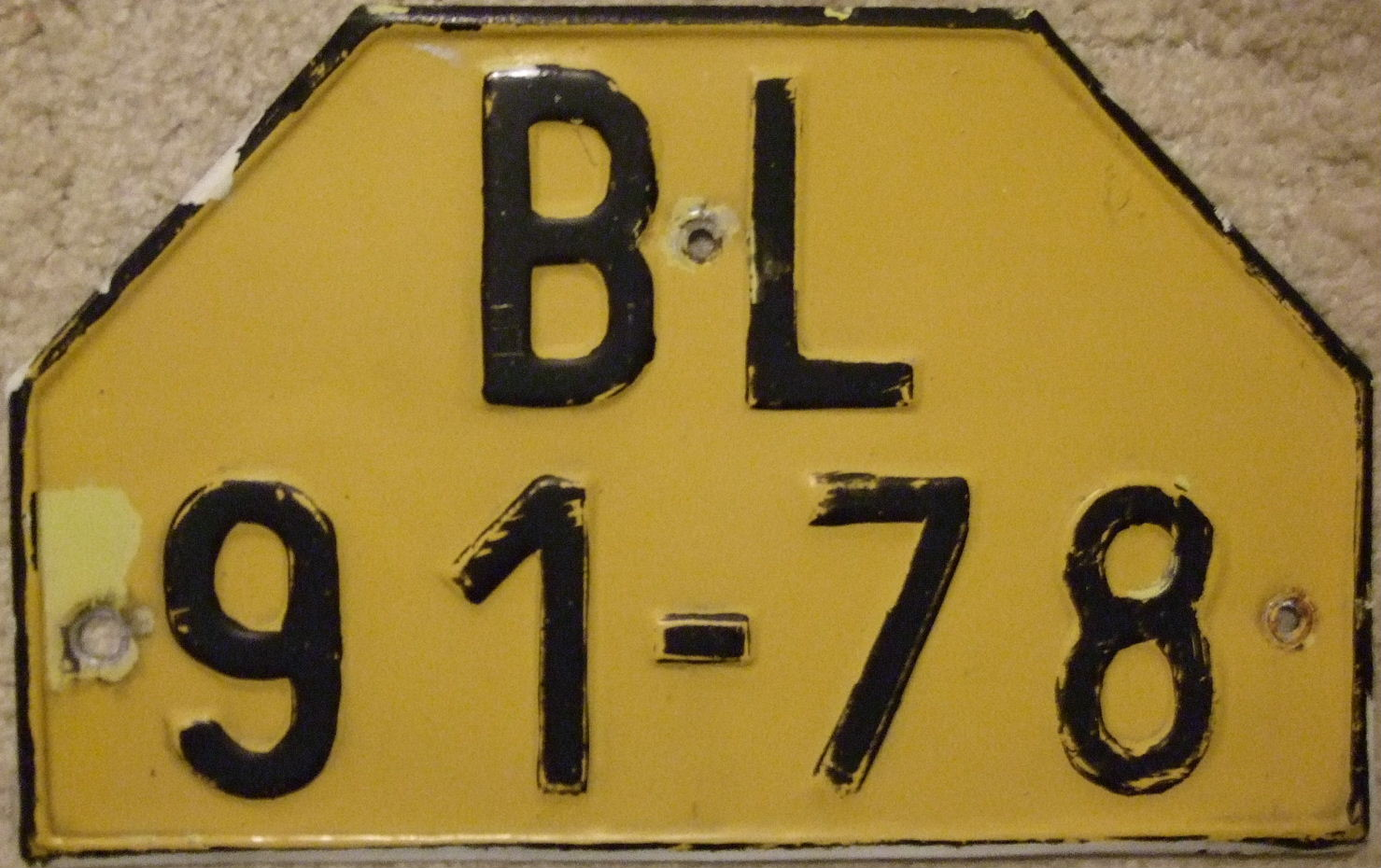
Targa di un autobus di Bratislava con il sistema cessato nel 1997

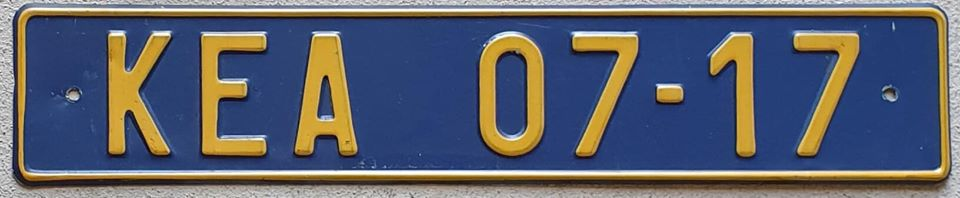
Targa con formato 1986–1997 di un veicolo immatricolato a Košice intestato a una persona non residente in Slovacchia

Veniva indicata la provenienza anche nel sistema di numerazione comune a tutta la Cecoslovacchia, usato dalla Repubblica Ceca fino al 1999 e dalla Slovacchia fino al 31 marzo 1997: esso prevedeva di fianco alla sigla distrettuale una terza lettera e, alla destra di questa, due coppie di cifre divise da una lineetta orizzontale (esempio: BAR 12-55) per Bratislava). Queste targhe, disposte su una o due linee, avevano i caratteri neri su fondo bianco per i veicoli privati, neri su fondo giallo per quelli commerciali (autocarri, rimorchi, autobus, furgoni, macchine agricole) e gialli su fondo blu per i proprietari di veicoli con residenza all'estero. Sulla targa d'immatricolazione posteriore, identica a quella anteriore come dimensioni, erano presenti due adesivi posizionati fra il gruppo dei primi tre o due caratteri e il gruppo dei quattro restanti. Quello superiore, di colore rosso, indicava la data di scadenza della revisione periodica; quello inferiore, di colore verde, la data di scadenza del controllo dei gas di scarico. Dal 1960 al 1986 le lettere (due o tre) e i numeri a due cifre erano separati tra loro da un punto o un trattino; dal 1986 al 1997 un trattino separava solo i due numeri. Le targhe con il vecchio sistema sono rimaste valide fino al 31 dicembre 2004.
I codici cessati o (nel caso di "BT" e "BY") non corrispondenti a quelli attualmente in uso sono i seguenti: 
- B - Ministero dell'Interno, Polizia
- BH, BT[12], BY - Ex distretto di Bratislava (Bratislava-vidiek)
- HN - Humenné (HE dal 1997)
- PX - Považská Bystrica (PB dal 1997)
- VV - Vranov nad Topľou (VT dal 1997)

Non erano ancora stati istituiti i seguenti distretti: Bánovce nad Bebravou, Banská Štiavnica, Brezno, Bytča, Detva, Gelnica, Hlohovec, Ilava, Kežmarok, Krupina, Kysucké Nové Mesto, Levoča, Malacky, Medzilaborce, Myjava, Námestovo, Nové Mesto nad Váhom, Partizánske, Pezinok, Piešťany, Poltár, Púchov, Revúca, Ružomberok, Sabinov, Šaľa, Senec, Skalica, Snina, Sobrance, Stropkov, Turčianske Teplice, Tvrdošin, Žarnovica, Zlaté Moravce.